# Michel Warlop

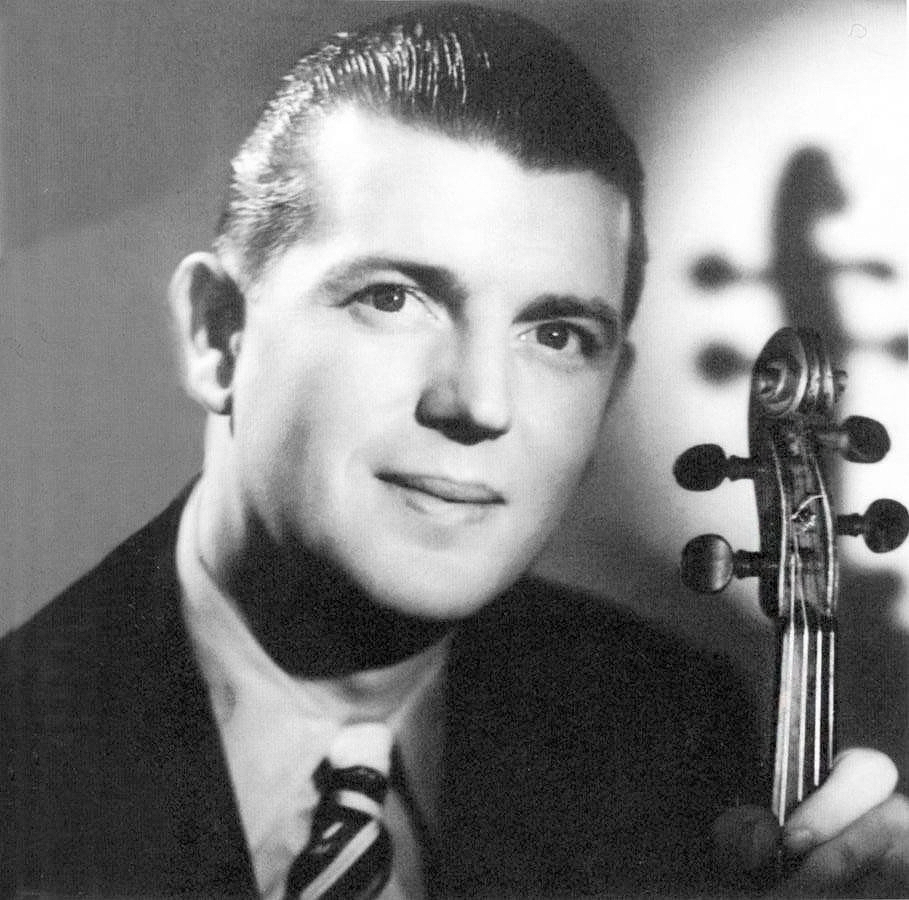
Michel Warlop

Michel Warlop (23 de enero de 1911 – 20 de marzo de 1947) fue un violinista de jazz francés. Fue contemporáneo a Stéphane Grappelli, con quien tocó regularmente. 
Warlop fue uno de los primeras estrellas francesas en el arte de tocar el violín. Acompañó a cantentes como Maurice Chevalier y Germaine Sablon a mediado de los 30s y trabajó junto a Stephane Grappelli y Django Reinhardt entre 1934 a 1937. En la segunda mitad de 1930 tocó en el Jazz du Poste Parisien con el acordeonista, así como también como con Grappelli y Eddie South en el 1937. Trabajó intensivamente con expatriados estadounidenses incluyendo a Garland Wilson (con quien grabó en dúo en 1938), y con músicos como Coleman Hawkins.
A principios de 1940 fue miembro de la orquesta de Raymond Legrand, y lideró su propio sexteto de cuerdas entre 1941 y 1943. Compuso la obra Noel du Prisonnier (Navidad de un prisionero) la cual estrenó dirigiendo la Orquesta sinfónica de París en 1942. Murió a la edad de 36 años en 1947. 